# Jodi Elkington-Jones
Jodi Elkington-Jones (Wodonga, Victòria, Austràlia, 17 de maig de 1993) és una atleta australiana que pateix paràlisi cerebral. Va representar Austràlia als Jocs Paralímpics de Rio de Janeiro 2016 en el salt de llargada F37/38. Va representar a Austràlia en els Jocs Paralímpics d'estiu de 2016 en l'àmbit del atletisme.

## Vida personal
Elkington va néixer el 17 de maig de 1993, a Wodonga, Victòria . A l'edat de divuit mesos, li van diagnosticar paràlisi cerebral, y això afecta la seva mobilitat al costat dret del seu cos. El seu cosí és el corredor Jarrem Pearce. Elkington va anar a l'escola primària de Wodonga South. Fora de l'atletisme ella gaudeix del netball, jocs d'arbitratge.

## Atletisme

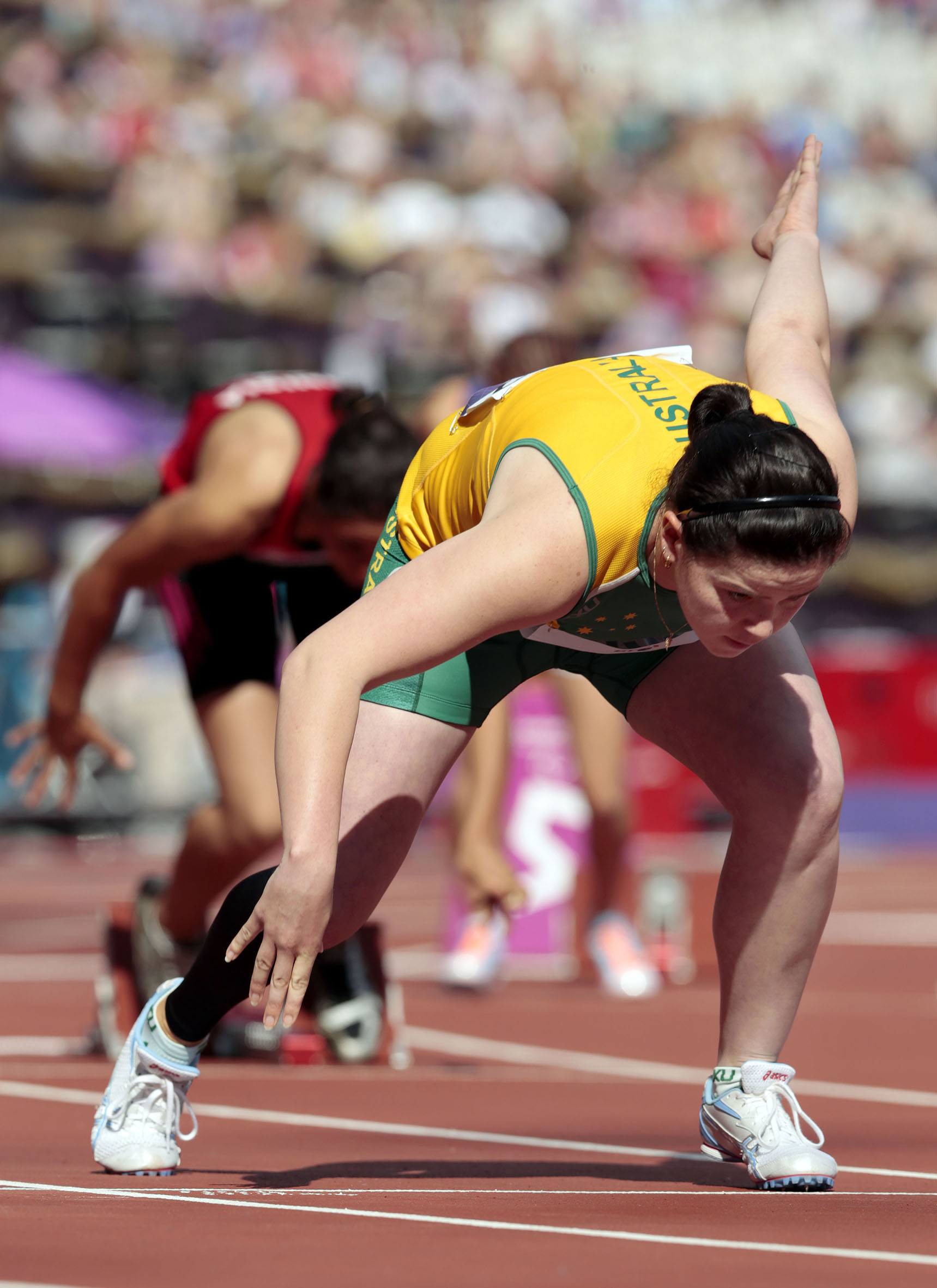
Elkingtonen als Jocs Paralímpics de Londres 2012.

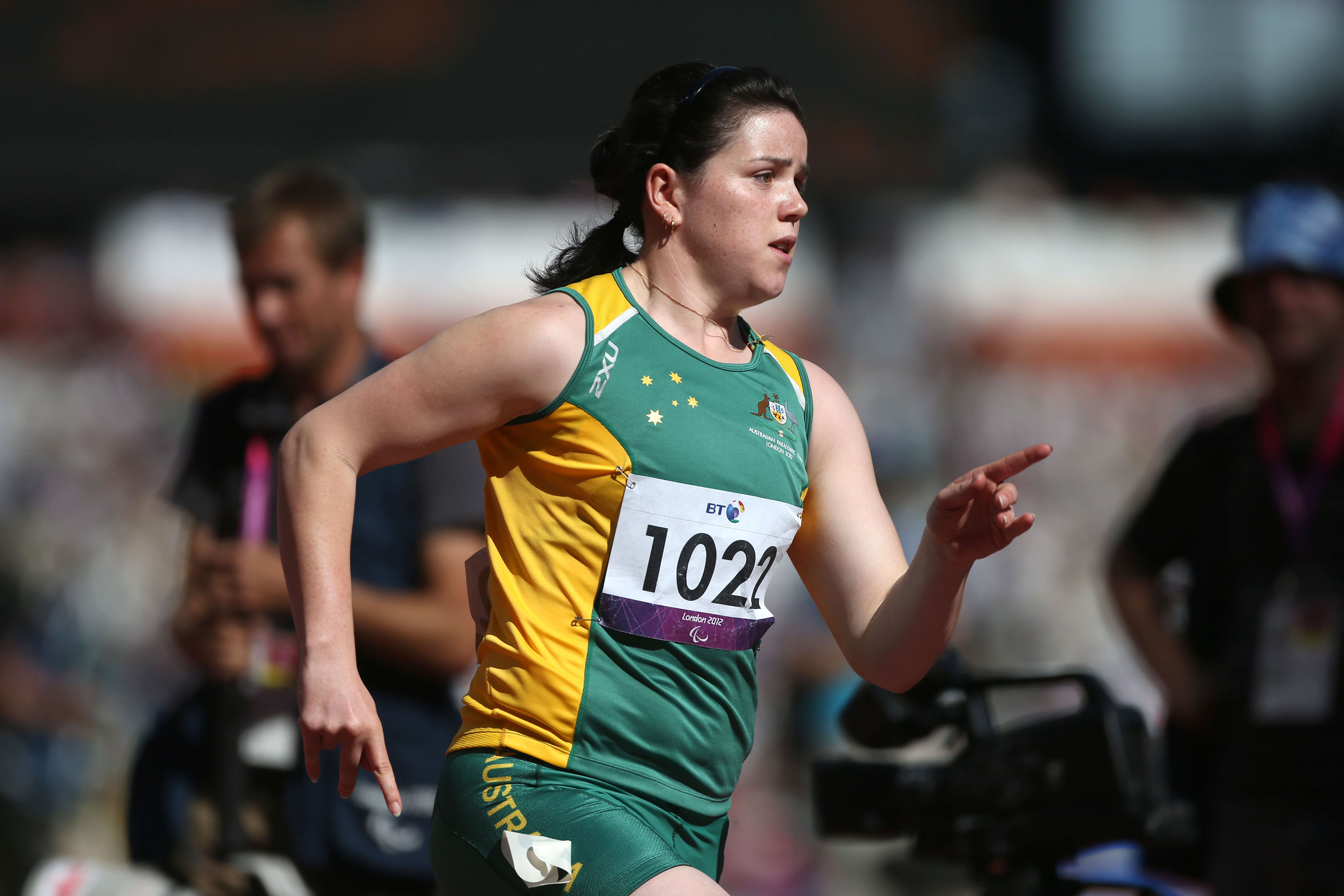
Elkington als Jocs Paralímpics de Londres 2012.

Elkington és una atleta classificada T37 que competeix en proves de 100 m, 200 m i salt de llargada. És membre del Club d'Atletisme de Wodonga.
Es va involucrar per primera vegada a l'esport paralímpic en el sisè any, quan el seu mestre d'escola Leon Price la va convèncer que provés la natació. Va representar [Victòria a nivell estatal durant tres anys, però es va veure obligada a abandonar la natació després de les lesions en el seu colze dret que van requerir una cirurgia correctiva. Elkington va començar a competir en l'àmbit de l'atletisme en 2008, després d'un esdeveniment de recerca de talents paralímpics a Austràlia el 2007. Es va convertir en membre de la pista d'atletisme de Wodonga i sota la direcció de l'entrenador local, Greg Simpson, va ser seleccionada per representar Victòria als Jocs Escolars del Pacífic a Canberra el 2008.
Va representar a Austràlia per primera vegada als Jocs de la Mancomunitat de 2010. A la cursa de 100 metres T37, va acabar quarta amb un temps de 15.08. Mentre estava allà, va tenir problemes de salut relacionats amb el menjar. Va ser l'única atleta d'elit d'Austràlia amb discapacitat en els aquests jocs. Als Campionats d'Atletisme d'Austràlia de 2011, va acabar segona a la prova de 200 m. Va competir als Campionats Mundials d'Atletisme de l'IPC de 2011 en quatre en els 400 m T37 femenins. Va competir als Campionats d'Atletisme d'Austràlia de 2012. Amb un temps de 70,42 segons, va guanyar la prova de 400 m.
Abans dels Jocs Paralímpics de Londres de 2012, va ser becària de l'Institut Australià de l'Esport (AIS) i va ser entrenada per Iryna Dvoskina. Elkington va acabar en sisè lloc al T37 400m femení als Jocs de Londres 2012 amb un temps d'1:11.49. També es va col·locar 4a amb la resta del seu equip al Relleu femení 4 × 100 m - classe T35/T38.
Després dels Jocs Paralímpics de Londres, va deixar l'atletisme per un curt període a causa de les pressions de ser un atleta AIS. Als Jocs de la Mancomunitat de 2014 a Glasgow, va guanyar la medalla d'or en el salt de llargada femení T37/38.
Als Campionats Mundials d'Atletisme IPC de 2015 a Doha, va acabar cinquena en el]salt de llargada femení T37 i dotzena en el]salt de 100 metres femení T37.
Als Jocs Paralímpics de Rio de Janeiro 2016, va guanyar la medalla de bronze en el salt de llargada femení T37 amb un salt de 4,30m.
A data de 2015, viu en Sídney i és becària de l'Institut d'Esports de Nova Gal·les del Sud.

## Referéncies
1. ↑  «Australian Paralympic Athletics Team announced» (en anglès). Arxivat de l'/ original el 2019-04-09. [Consulta: 2 agost 2016].
2. 1 2 3 4 5 6 7 8 9 10  «Jodi Elkington | APC Corporate» (en anglès).  Austràlia:  Australian Paralympic Committee, 2012. [Consulta: 13 juliol 2012].
3. 1 2  Chris Dutton. «Canberra's Paralympic athletes aim for Games Glory» (en anglès). Canberra Times, 06-06-2012. Arxivat de l'original el 29 d'agost de 2017. [Consulta: 9 juliol 2012].
4. 1 2 3 4 5  «Jodi Elkington» (en anglès). Arxivat de l'original el 2022-03-03. [Consulta: 28 octubre 2015].
5. 1 2 3 4 5   «/ Jodi Elkington special guest at Austràlia Day celebrations» (en anglès). Cowra Guardià, 21-01-2015 [Consulta: 28 octubre 2015].
6. 1 2 3  «World Records Fall at Australian Athletics Championships | IPC» (en anglès).   International Paralympic Committee, 20-07-2012. [Consulta: 24 juliol 2012].
7. ↑  Sydney. «Australian C'wealth Games athletics team named» (en anglès). The Age, 20-04-2010. [Consulta: 16 juliol 2012].
8. ↑  «Quick wins bronze in rapid pistol pairs –» (en anglès).   ABC Goulburn Murray – Australian Broadcasting Corporation, 08-10-2010. [Consulta: 24 juliol 2012].
9. ↑  «Patmore *closes Nationals with victory» (en anglès).   Australian Paralympic Committee, 17-04-2011. Arxivat de l'original el 9 de juliol de 2012. [Consulta: 24 juliol 2012]. Arxivat 2012-07-09 a Wayback Machine.
10. ↑   «Walters sprints for London — Teenager set for Paralympics debut» (en anglès). Canberra Times [Canberra, Australia], 07-06-2012 [Consulta: 8 juliol 2012].
11. ↑  «Australian Paralympic Team Announced» (en anglès).   Athletics ACT, 06-06-2012. Arxivat de l'original el 29 de novembre de 2012. [Consulta: 24 juliol 2012]. Arxivat 2012-11-29 at Archive.is
12. ↑  «Archived copy» (en anglès). Arxivat de l'original el 8 de setembre de 2012. [Consulta: 8 setembre 2012].
13. ↑   «/ Commonwealth Games 2014. Jodi Elkington supporters in world of tears after she beats the odds» (en anglès). Border Mail, 29-07-2014 [Consulta: 28 octubre 2015].
14. ↑  «Jodi Elkington-Jones» (en anglès). Arxivat de l'original el 22 de setembre de 2016. [Consulta: 15 setembre 2016].
15. ↑  «Athletics equip selected for worlds» (en anglès). Arxivat de l'original el 4 de març de 2016. [Consulta: 28 octubre 2015]. Arxivat 2016-03-04 a Wayback Machine.